# Yoon Hyun
Yoon Hyun (kor. 윤현; ur. 5 kwietnia 1966) – południowokoreański judoka. Wicemistrz olimpijski z Barcelony 1992, w kategorii do 60 kg.
Srebrny medalista mistrzostw świata w 1991 i brązowy w 1991. Mistrz Azji w 1991. Drugi na igrzyskach Azji Wschodniej w 1993 roku.

## Letnie Igrzyska Olimpijskie 1992
| Konkurencja | Rundy eliminacyjne | Rundy eliminacyjne | Rundy eliminacyjne    | Rundy eliminacyjne      | Runda finałowa            | Runda finałowa         | Klas. końcowa |
| Konkurencja | Przeciwnik I       | Przeciwnik II      | Przeciwnik III        | Przeciwnik IV           | 1/2                       | Finał                  | Miejsce       |
| ----------- | ------------------ | ------------------ | --------------------- | ----------------------- | ------------------------- | ---------------------- | ------------- |
| 60 kg       | wolny los Z        | Amit Lang (ISR) Z  | Willis García (VEN) Z | Piotr Kamrowski (POL) Z | Richard Trautmann (GER) Z | Nazim Hüseynov (WNP) P | 2.            |